# Јагоде у грлу
Јагоде у грлу је југословенски филм снимљен 1985. године, у режији Срђана Карановића. Филм представља наставак серије Грлом у јагоде.

## Радња
Филмска прича поновно окупља старе школске пријатеље који су сада, након 15 година, ситуирани и одрасли људи, но не нужно озбиљни и савесни.
Чини се да је петнаест година, после изласка из школских клупа, довољно времена да се направе некакве животне рекапитулације и види докле је ко стигао. И тако се школски другови Бане Бумбар, његова жена Биљка, Гоца, Ушке и Боца одлуче да прославе долазак из иностранства свога друга Микија Рубирозе. Планирана је луда ноћ, у само за њих закупљеној кафани, уз сећање на младост шездесетих година. Сентиментални састанак старих другара прераста у ноћ необичних догађаја — смешних, тужних, апсурдних... Пријатељи пију и једу те сентименталан састанак и носталгична сећања прерасту у турбулентну ноћ свађа, растава, мирења, замерања, играња скривача, а све уз пратећи бенд који изводи евергрине попут О соле мио, El condor pasa, O, младости, Love Me Tender...

## Улоге
| Глумац                | Улога                          |
| --------------------- | ------------------------------ |
| Бранко Цвејић         | Бане Бумбар                    |
| Александар Берчек     | Ушке                           |
| Мики Манојловић       | Мики Рубироза                  |
| Богдан Диклић         | Боца Чомбе                     |
| Добрила Стојнић       | Биљка                          |
| Гордана Марић         | Гоца                           |
| Јосиф Татић           | Тале                           |
| Мира Бањац            | Свастика Ружа                  |
| Жарко Лаушевић        | Лале, паушалац у рента кару    |
| Гала Виденовић        | Весна                          |
| Предраг Цуне Гојковић | Газда кафане                   |
| Тони Лауренчић        | Запослени на шалтеру рента кар |

## Културно добро
Југословенска кинотека је, у складу са својим овлашћењима на основу Закона о културним добрима, 28. децембра 2016. године прогласила сто српских играних филмова (1911-1999) за културно добро од великог значаја. На тој листи се налази и филм "Јагоде у грлу".